# Haworthia nortieri
Haworthia nortieri é uma espécie de planta suculenta pertencente ao gênero Haworthia e é classificada na família Asphodelaceae . É nativo da África Austral, a sudoeste do Cabo Setentrional . 

## Descrição
H. nortieri tem folhas ovais lanceoladas e obovadas, que são verdes com ocasionais tons de roxos. As flores são cinza esbranquiçadas e geralmente têm o centro amarelo.  